# Karl Macchio
Karl svobodný pán Macchio (Eberhard Karl Franz Wenzel Florian Angelo Maria Hubert Freiherr von Macchio) (23. února 1859, Sibiu, Rakousko-Uhersko – 1. dubna 1945, Vídeň, Rakousko) byl rakousko-uherský diplomat s italským původem. Od roku 1881 působil v diplomatických službách, později byl rakousko-uherským vyslancem v Černé Hoře a v Řecku. V závěru své kariéry byl za první světové války prvním sekčním šéfem na rakousko-uherském ministerstvu zahraničí.

## Životopis

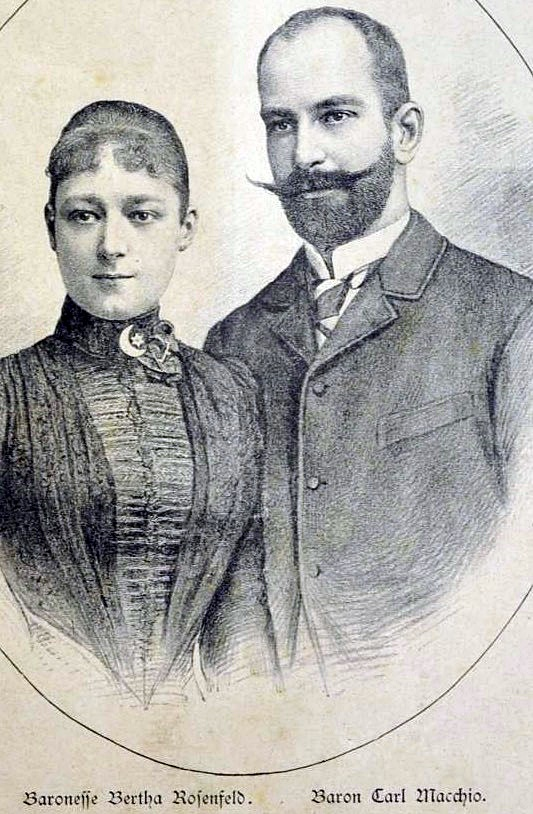
Karl Macchio s manželkou (okolo roku 1900)

Pocházel ze staré rodiny z Lombardie, která v 18. století přesídlila do Vídně, jeho otcem byl c.k. polní podmaršál Florian Macchio (1802–1895), povýšený v roce 1861 do stavu svobodných pánů. Karl studoval práva a v roce 1879 vstoupil do státních služeb, pracoval jako úředník u místodržitelství ve Štýrském Hradci. Absolvoval jednoroční službu v c. k. armádě, kterou opustil v hodnosti nadporučíka, později již jako vysoce postavený diplomat byl v roce 1906 povýšen do hodnosti rytmistra v záloze u c. k. zeměbrany. v roce 1881 přešel na ministerstvo zahraničí. Jako atašé vystřídal v rychlém sledu Berlín, Stuttgart a Istanbul, poté byl vyslaneckým tajemníkem v Bukurešti, Římě a Petrohradu, na delší dobu zakotvil v Istanbulu, kde nakonec zastával funkci legačního rady I. kategorie. V letech 1899–1903 byl vyslancem v Černé Hoře a v letech 1903–1908 v Řecku, mezitím se v roce 1907 jako rakousko-uherský delegát zúčastnil mírové konference v Haagu. V listopadu 1908 byl z Athén povolán na ministerstvo zahraničí, kde působil jako sekční šéf. V letech 1912–1917 byl I. sekčním šéfem na ministerstvu zahraničí. Od srpna 1914 do května 1915 souběžně vedl diplomatického zastoupení v Římě po dobu nepřítomnosti Kajetana Méreye a pro tuto příležitost mu byl udělen dočasný titul velvyslance. Po nástupu ministra zahraničí Otakara Černína byl v lednu 1917 z diplomatických služeb propuštěn. Po první světové válce spolupracoval jako novinář s rakouským deníkem Neue Freie Presse, kde se věnoval zahraniční politice.
V roce 1890 se oženil s baronkou Berthou Czekeliusovou von Rosenfeld (1868–1944), z manželství se narodil syn Franz Karl (1896–1916), který padl za první světové války. V meziválečném období žili manželé ve Vídni v ulici Schönburgstraße 19.

## Tituly a ocenění
Od nobilitace svého otce užíval od roku 1861 titul svobodného pána. Jako sekční šéf na ministerstvu zahraničí obdržel v roce 1908 titul c. k. tajného rady s nárokem na oslovení Excelence. Během diplomatických služeb získal řadu vyznamenání v Rakousku-Uhersku i v zahraničí. Byl také čestným členem Rakouského archeologického institutu a držitelem nizozemské medaile pro účastníky haagské konference v roce 1907.

### Rakousko-Uhersko
- velkokříž Leopoldova řádu (1917)
- Vojenský jubilejní kříž (1908)
- Řád železné koruny I. třídy (1907)
- velkokříž Řádu Františka Josefa (1902)
- Jubilejní pamětní medaile (1898)
- rytířský kříž Leopoldova řádu (1896)

### Zahraničí
- velkokříž Řádu Spasitele (Řecko)
- Řád sv. Stanislava II. třídy (Ruské impérium)
- Řád Medžidie I. třídy (Osmanská říše)
- Řád červené orlice I. třídy (Německo)
- Řád pruské koruny I. třídy (Německo)
- velkokříž Řádu sv. Mořice a sv. Lazara (Itálie)
- Řád sv. Alexandra I. třídy (Bulharsko)
- Řád knížete Danila I. I. třídy (Černá Hora)
- důstojník Řádu rumunské koruny (Rumunsko)
- důstojník Řádu dubové koruny (Lucembursko)
- Řád sv. Michaela (Bavorsko)
- velkokříž Řádu Albrechtova (Sasko)
- Řád Takova I. třídy (Srbsko)
- Řád zähringenského lva (Bádensko)